# Nieves García Vicente
Pour les articles homonymes, voir García.
Nieves García Vicente est une joueuse d'échecs espagnole née le 23 juillet 1955. Elle a les titres de maître international féminin (parties classiques), maître international (mixte) d'échecs par correspondance et de grand maître international féminin d'échecs par correspondance.

## Biographie et carrière
Maître international féminin depuis 1978, Nieves García Vicente a remporté le championnat d'Espagne féminin à onze reprises entre 1975 et 2003.
Elle participa a deux tournois interzonaux féminins, marquant 8,5 points sur 17 en 1979 à Alicante (9e-10e place sur 18 joueuses) et 8 points sur 14 en 1982 (4e place ex æquo parmi 15 joueuses).
Elle a représenté l'Espagne à 15 olympiades d'échecs disputées entre 1974 et 2004, jouant onze fois au premier échiquier d'Espagne. Lors de l'Olympiade d'échecs de 1976 où ne participaient pas les équipes d'URSS et d'Europe de l'Est, elle remporta la médaille d'argent au deuxième échiquier et la médaille de bronze par équipe.
Elle participa quatre fois, entre 1992 et 2003 au Championnat d'Europe d'échecs par équipe, remportant la médaille de bronze individuelle à l'échiquier de réserve en 2003.